# New Boots and Panties!!
New Boots and Panties!! è il primo album solista del cantautore britannico Ian Dury, pubblicato dall'etichetta discografica Stiff il 30 settembre 1977.
I primi tre brani di ciascun lato del disco sono composti dall'interprete insieme a Chaz Jankel, mentre i rimanenti sono firmati da Dury e Steve Nugent.
Il titolo del disco deriva dall'abitudine del cantante ad acquistare abiti di seconda mano, e fa riferimento agli unici indumenti per i quali faceva un'eccezione: gli stivali e la biancheria intima.
Dall'album viene tratto il singolo Sweet Gene Vincent.

## Tracce
Lato A
1. Wake Up and Make Love with Me
2. Sweet Gene Vincent
3. I'm Partial to Your Abracadabra
4. My Old Man
5. Billericay Dickie

Lato B
1. Clevor Trever
2. If I Was with a Woman
3. Blockheads
4. Plaistow Patricia
5. Blackmail Man